# کانکن (تگزاس)
کانکن، تگزاس(به انگلیسی: Concan, Texas) شهری در ایالت تگزاس از ایالات جنوبی ایالات متحده آمریکا است.

## نگارخانه

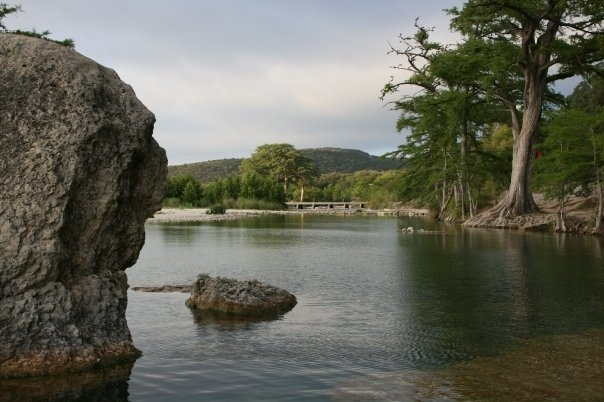
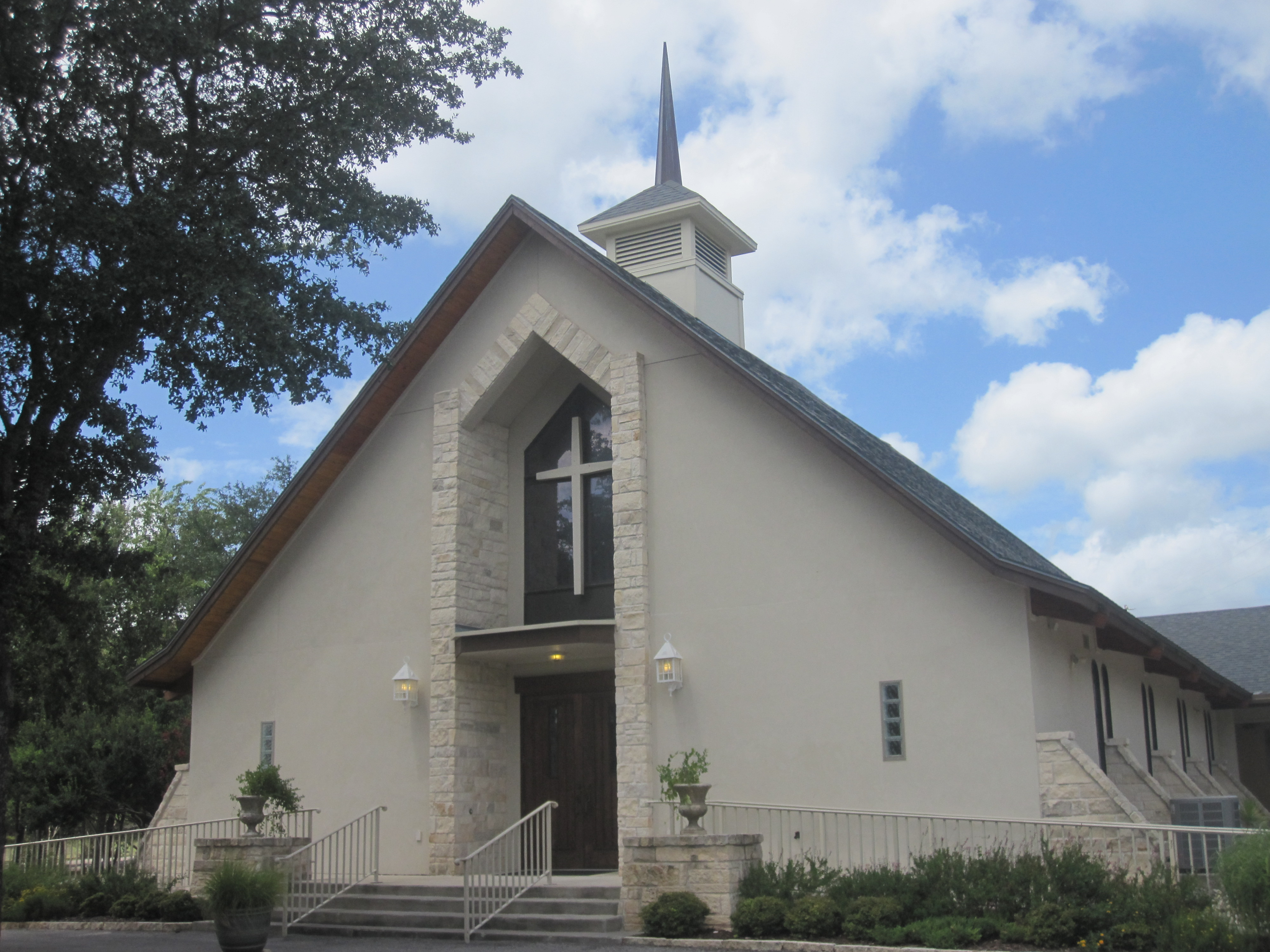